# Brüggen
Brüggen är en kommun (ty Gemeinde Brüggen) inom distriktet Viersen, i Nordrhein-Westfalen, Tyskland. Kommunen ingår även i regionen Niederrhein och gränsar till Nederländerna, vid floden Schwalm, cirka 15 km söder om Venlo och 20 km nordväst om Mönchengladbach.

## Ingående orter i Brüggen
- Brüggen
- Born
- Bracht